# Network Access Server
NAS (ang. Network Access Server) – pojedyncze urządzenie pracujące jako brama udostępniająca/blokująca dostęp użytkownikom do różnego rodzaju strzeżonych zasobów.
Klienci łączą się do serwera NAS. Ten z kolei łączy się do odpowiedniego serwera zasobów (NFS, HTTP, FTP, RADIUS itp.) pytając czy dany klient ma uprawnienia do skorzystania z tych zasobów. Na tej podstawie NAS zezwala lub odmawia klientowi dostępu do danych zasobów.